# Liverpool Football Club 1980-1981
Questa voce raccoglie le informazioni riguardanti il Liverpool Football Club nelle competizioni ufficiali della stagione 1980-1981.

## Stagione
I detentori della First Division arrivano alla stagione 1980-1981 con Paisley in panchina: a metà stagione il Liverpool esce dalla FA Cup contro i rivali dell'Everton (2-1) e raggiunge la finale di Football League Cup, torneo vinto ad aprile dopo due finali col West Ham Utd (1-1, 2-1). A causa delle tante sconfitte nella seconda parte dell'annata, i Reds perdono la volata finale per il campionato e raggiungono il quinto posto in classifica. In Europa, gli inglesi eliminano facilmente l'OPS (2-11), l'Aberdeen (0-5) e il CSKA Sofia (6-1), raggiungendo la semifinale di Coppa Campioni contro il Bayern Monaco: all'andata il match finisce a reti bianche, in Germania il Liverpool pareggia 1-1 e approda in finale grazie alla regola dei gol in trasferta. Il 27 maggio 1981, a Parigi, il Liverpool vince la sua terza Coppa dei Campioni battendo in finale il Real Madrid per 1-0 con un gol del difensore Alan Kennedy che a circa dieci minuti dalla fine controlla un passaggio da rimessa laterale, entra in area e supera Agustín Rodríguez con un tiro di sinistro.

## Rosa
| N. |                        | Ruolo | Calciatore               |
| -- | ---------------------- | ----- | ------------------------ |
| 1  | Inghilterra (bandiera) | P     | Ray Clemence             |
| -  | Inghilterra (bandiera) | P     | Steve Ogrizovic          |
| -  | Zimbabwe (bandiera)    | P     | Bruce Grobbelaar         |
| 4  | Inghilterra (bandiera) | D     | Phil Thompson (capitano) |
| -  | Israele (bandiera)     | D     | Avi Cohen                |
| -  | Inghilterra (bandiera) | D     | Richard Money            |
| -  | Scozia (bandiera)      | D     | Alan Hansen              |
| -  | Inghilterra (bandiera) | D     | Colin Irwin              |
| -  | Inghilterra (bandiera) | D     | Phil Neal                |
| -  | Inghilterra (bandiera) | D     | Alan Kennedy             |
| 5  | Inghilterra (bandiera) | C     | Ray Kennedy              |
| 8  | Inghilterra (bandiera) | C     | Terry McDermott          |
| 11 | Inghilterra (bandiera) | C     | Jimmy Case               |

| N. |                        | Ruolo | Calciatore       |
| -- | ---------------------- | ----- | ---------------- |
| -  | Inghilterra (bandiera) | C     | Sammy Lee        |
| -  | Inghilterra (bandiera) | C     | Michael Halsall  |
| -  | Scozia (bandiera)      | C     | Graeme Souness   |
| -  | Inghilterra (bandiera) | C     | Robert Savage    |
| -  | Irlanda (bandiera)     | C     | Kevin Sheedy     |
| -  | Irlanda (bandiera)     | C     | Ronnie Whelan    |
| 10 | Inghilterra (bandiera) | A     | David Fairclough |
| -  | Scozia (bandiera)      | A     | Kenny Dalglish   |
| -  | Inghilterra (bandiera) | A     | Howard Gayle     |
| -  | Inghilterra (bandiera) | A     | Colin Russell    |
| -  | Galles (bandiera)      | A     | Ian Rush         |
| -  | Inghilterra (bandiera) | A     | Dave Johnson     |